# Rated X
Rated X és un telefilm estatunidenc de 2000 protagonitzada pels germans Charlie Sheen i Emilio Estevez, qui també és el director. Basada en el llibre de no ficció X-Rated de David McCumber, la pel·lícula narra la història dels germans Mitchell, Jim i Artie, que van ser pioners en la pornografia i el club de striptease a San Francisco als anys 70 i 80. La pel·lícula se centra en la realització de la seva pel·lícula més rendible, Behind the Green Door. També retrata el descens d'Artie cap a l'addicció a les drogues.

## Repartiment
- Charlie Sheen com a Artie Jay Mitchell
  - Robert Clark com a Artie (adolescent)
- Emilio Estevez com a James Lloyd "Jim" Mitchell
  - Taylor Estevez com a Jim (adolescent)
- Geoffrey Blake com a Michael Kennedy
- Rafer Weigel com a Lionel
- Tracy Hutson com a Marilyn Chambers
- Megan Ward com a Meredith Bradford
- Danielle Brett com Adrienne
- Terry O'Quinn com a J. R. Mitchell
- Nicole de Boer com a Karen Mitchell
- Deborah Grover com a Georgia Mae Mitchell
- Kim Poirier com a Jamie l'"Actriu"

## Producció
La pel·lícula es va rodar a Hamilton (Ontario) i Toronto, Ontario.

## Alliberament
Rated X es va projectar per primera vegada al Sundance Film Festival de 2000 el 25 de gener de 2000 abans de debutar a la xarxa el 13 de maig.